# Eremaphanta convolvuli
Eremaphanta convolvuli är en biart som beskrevs av Popov 1940. Eremaphanta convolvuli ingår i släktet Eremaphanta och familjen sommarbin. Inga underarter finns listade i Catalogue of Life.